# 安田美弥子
安田 美弥子（やすだ みやこ）は日本の看護学者、大学教授。順天堂大学教授。元東京都立保健科学大学教授。博士（医学）（昭和大学・1993年）。

## 来歴
- 1966年 - 東京大学医学部保健学科卒業
- 1993年 - 博士（医学）（昭和大学）[2]
- 1999年 - 東京都立保健科学大学保健科学部教授
- 2004年 - 順天堂大学医療看護学部教授[1]

## 学会
- 日本精神衛生学会元理事
- 東京保健科学学会評議員
- 日本アディクション看護学会元理事長[3]

## 著書
- 『家族が認知症になったとき ―待ち受ける困難とその支援』日本評論社、2007年4月。ISBN 9784535982710。